# 聖救主主教座堂 (富爾達)
聖救主主教座堂 (德語：Fuldaer Dom 或 Sankt Salvator)位于德国富尔达的巴洛克地区，是天主教富尔达教區的主教座堂（自1752年起），原为修道院教堂（院长也是轄區的世俗統治者），为聖波尼法爵的安葬地点。1802年修道院解散，教区及其主教座堂继续存在。该堂也是富尔达的标志。

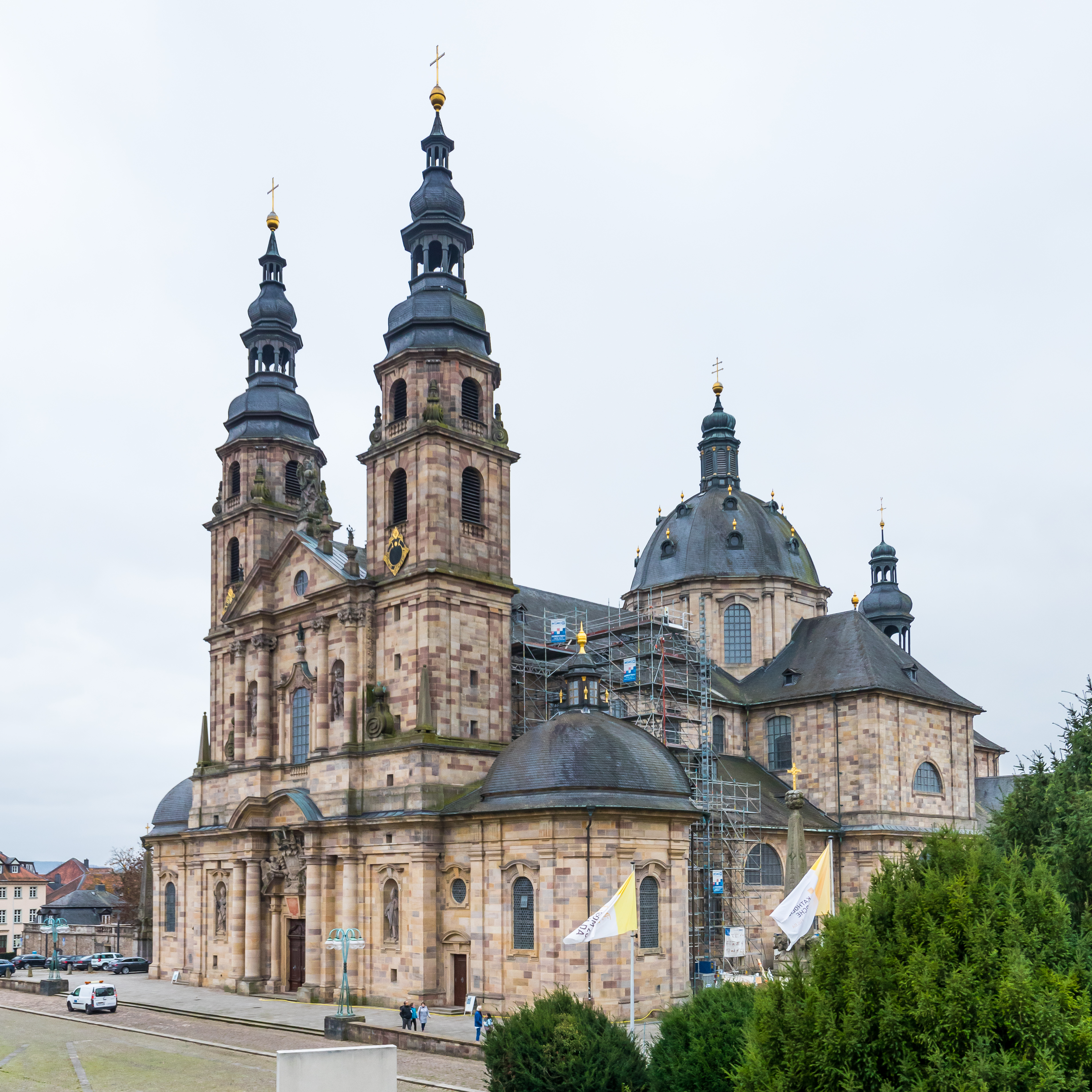
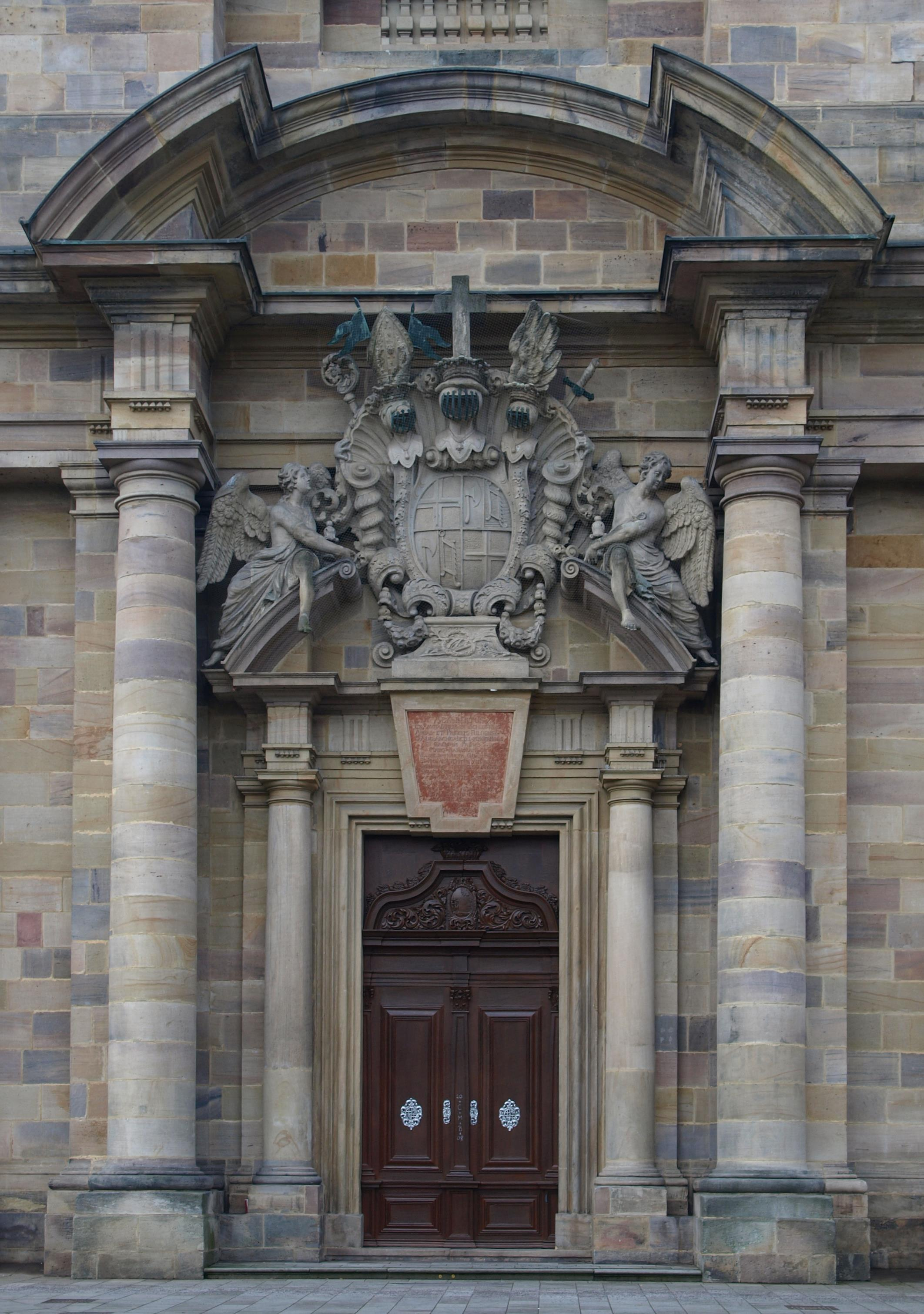
大门
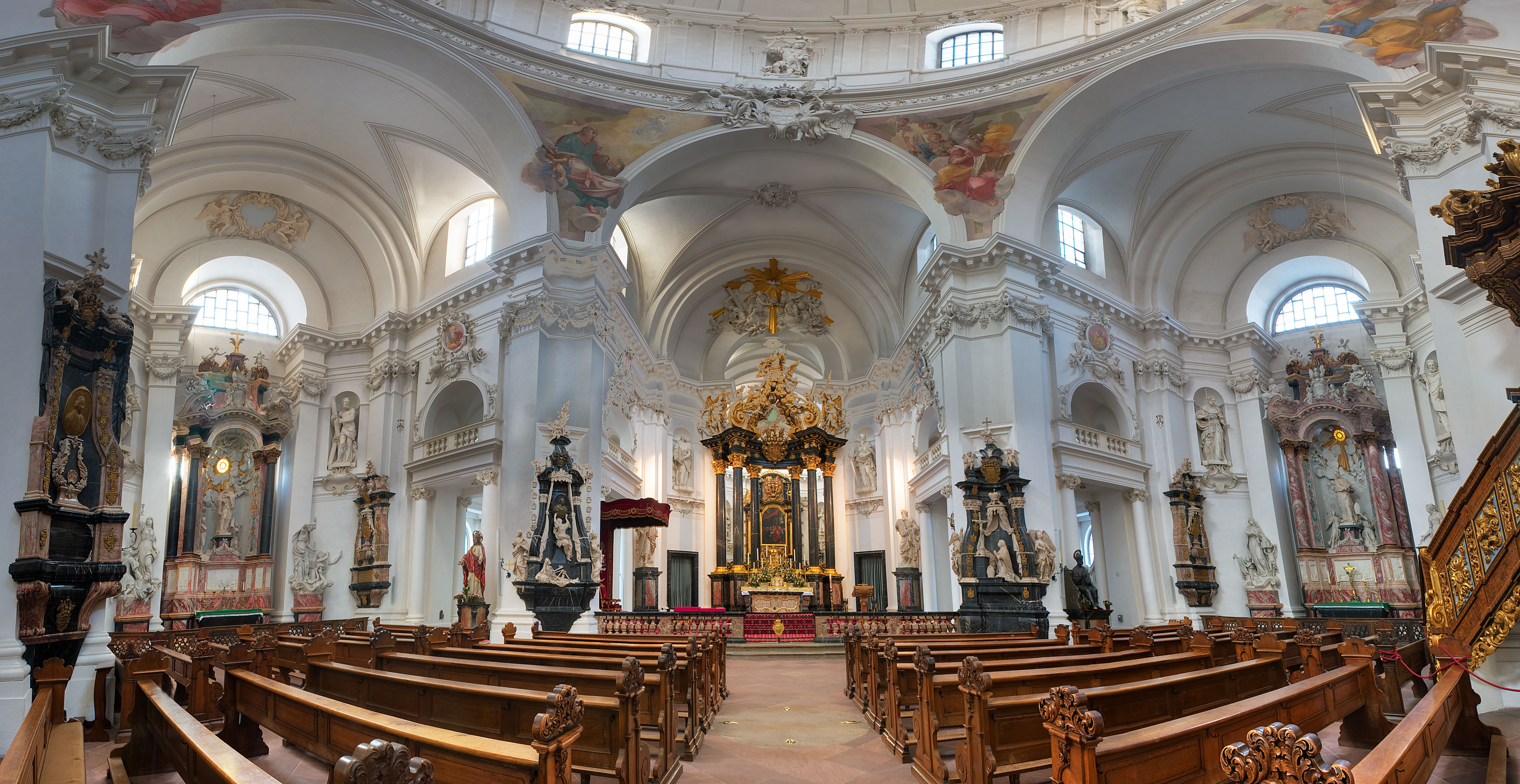
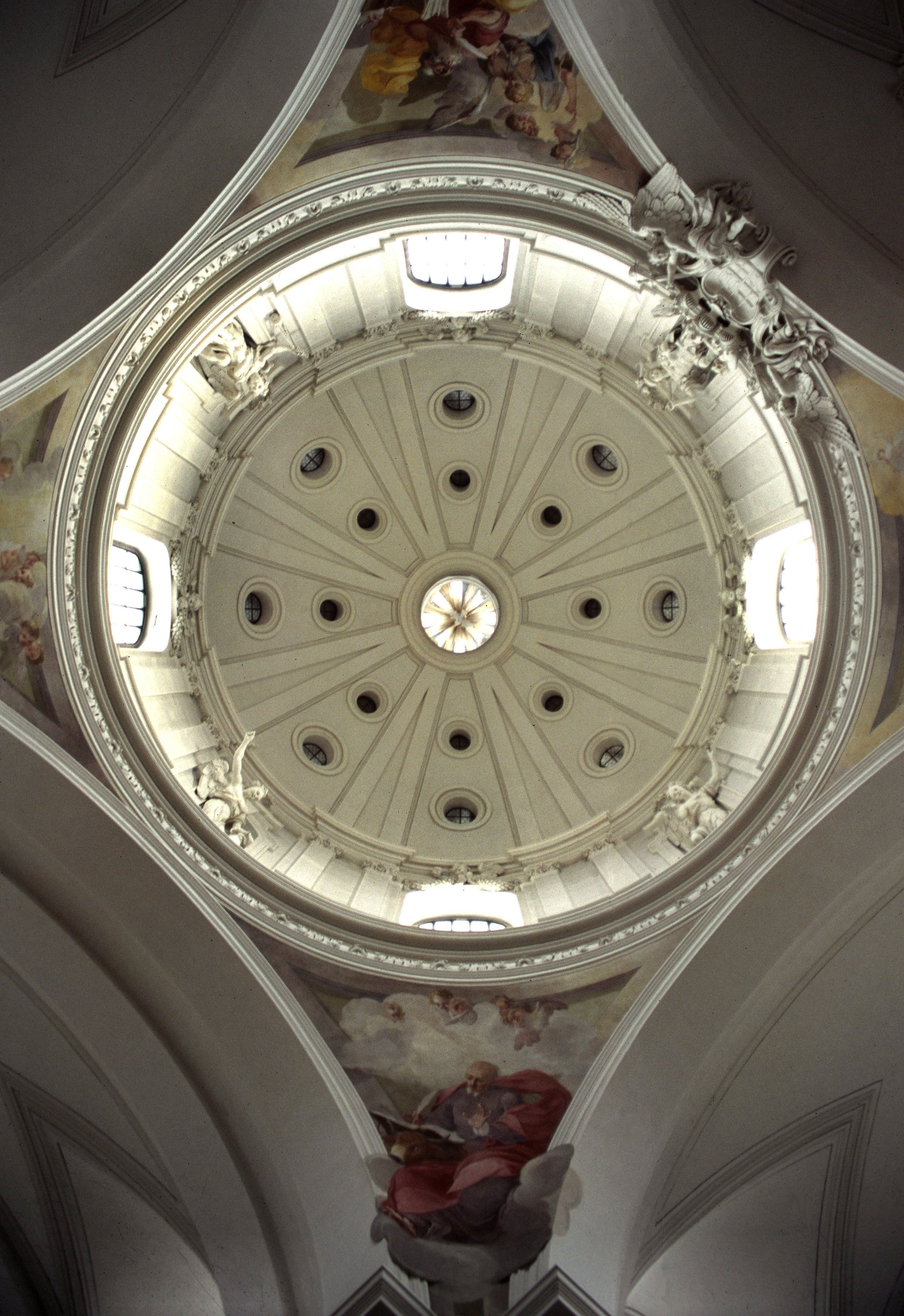
穹顶
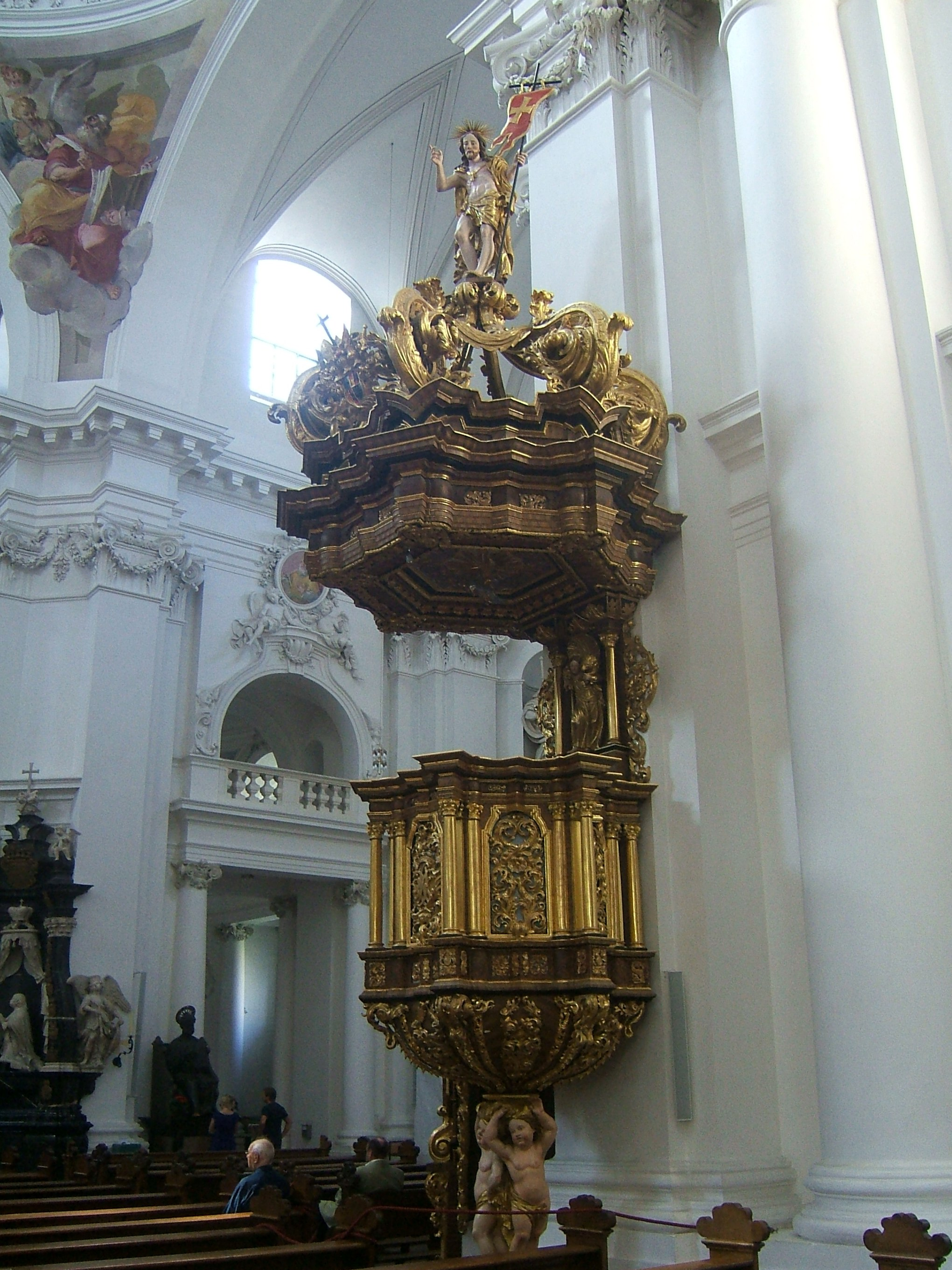
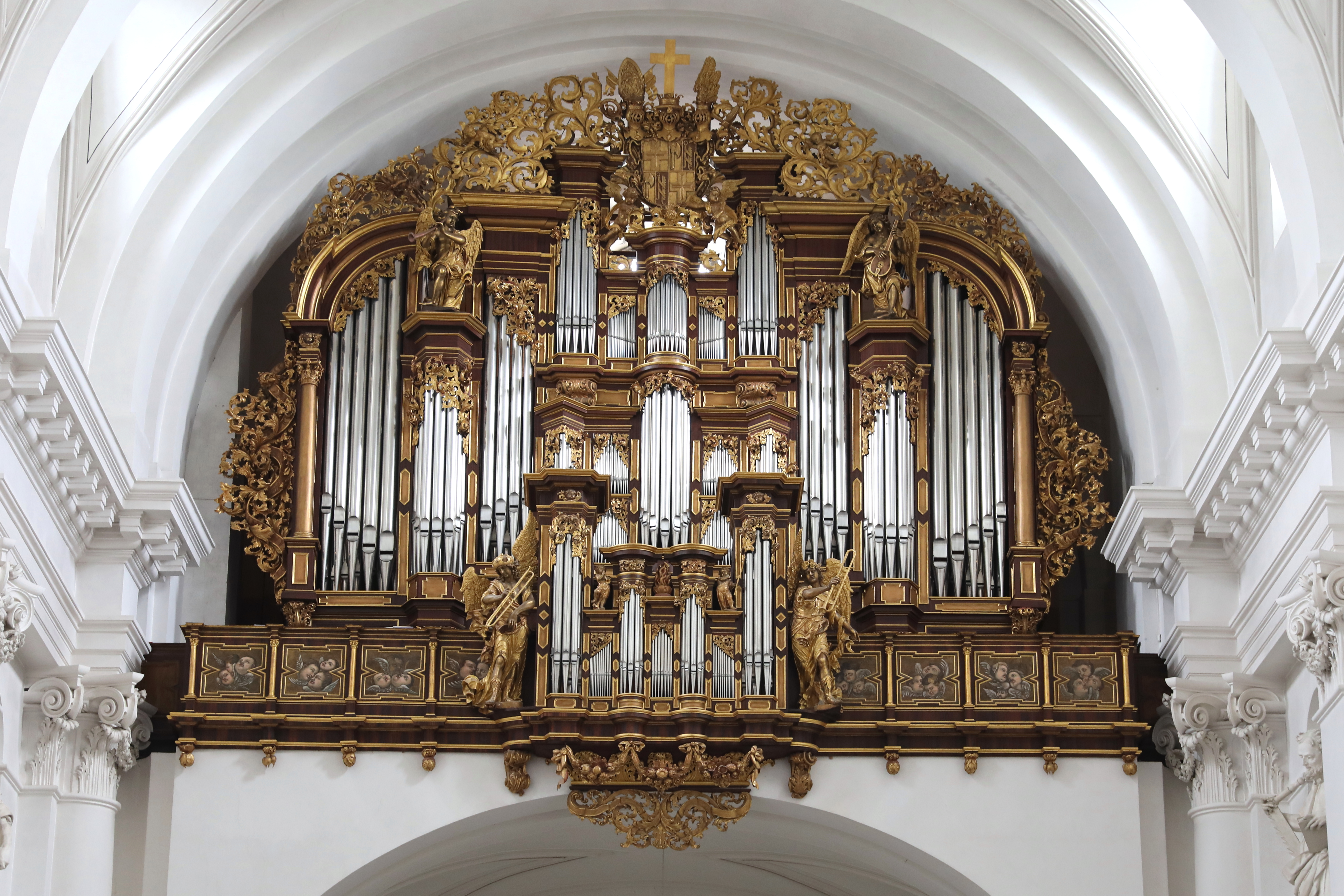
管风琴
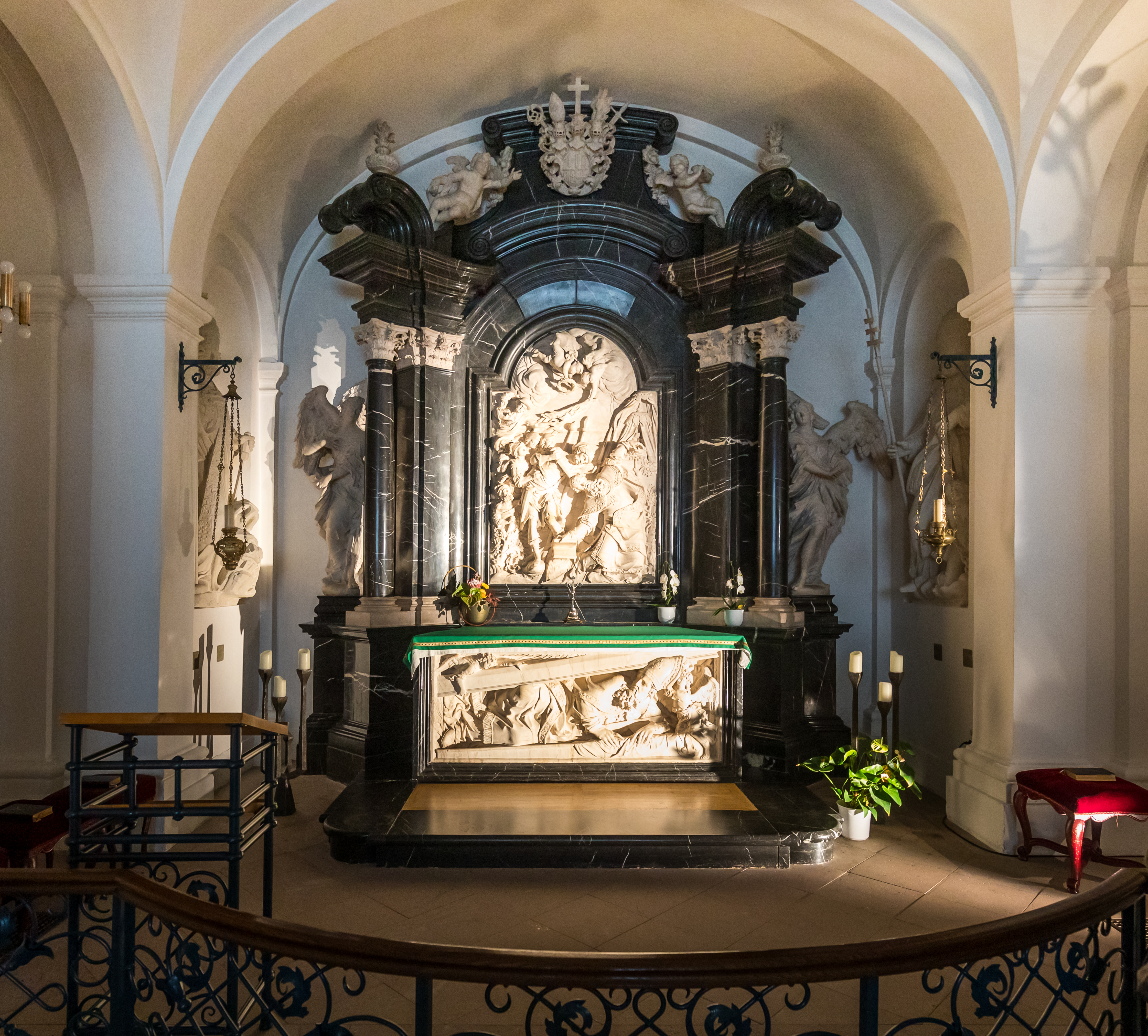
聖波尼法爵墓